# Distrito de La Banda de Shilcayo
El distrito de La Banda de Shilcayo es uno de los catorce que conforman la provincia de San Martín, ubicada en el departamento de San Martín en el Norte del Perú.

## Geografía

Panorama de La Banda de Shilcayo, la capital distrital.

Este distrito se encuentra a 1 km de la capital de su provincia, Tarapoto y 618 km al noreste de Lima. Se eleva a los 350 metros sobre el nivel del mar. Limita al norte con la provincia de Lamas (Distrito de Cayranachi) y con el distrito de San Antonio, al oeste con el distrito de Tarapoto, al sur con el distrito de Juan Guerra y Shapaja, al este con Chazuta y con el distrito de la provincia Lamas, Barranquita.
Considerado un distrito amazónico tiene una superficie total de 285,68 km².
Los distritos de La Banda de Shilcayo, Tarapoto y Morales conforman la ciudad de Tarapoto, capital de la provincia de San Martín, que según el censo de 2007 cuenta con una población de 108,049 habitantes.

## Historia
Sus primeros pobladores fueron los Cumbazas quienes colonizaron la margen izquierda del Río Shilcayo y para conseguir alimentos tenían que cruzar o bandear este río, de allí el nombre de La Banda de Shilcayo.
El distrito fue fundado el 28 de noviembre en el año de 1961.

## Instituciones educativas principales
- 0094 SHILCAYO
- Cleofé Arévalo Del Águila
- Virgen dolorosa
- 0096 las palmas